# 奄美市
奄美市（日语：／ Amami shi */?，琉球語：／ ）是日本鹿兒島縣轄下的一個城市，位於奄美群島的奄美大島中部及北部地區，距離鹿兒島市約383公里。前身是名瀨市；在2006年3月20日，名瀨市與住用村和笠利町合併為新設置的奄美市。
該市的人口與經濟規模在鹿兒島縣所有的離島市町村中是最大的，也是奄美群島的經濟中心，轄區面積約占奄美大島總面積的四成。市區房屋價格與建築密度在鹿兒島縣內均為第二位，僅次於鹿兒島市。

## 歷史

### 年表
- 1908年4月1日：實施島嶼町村制，設置名瀨村、住用村、笠利村。
- 1922年10月1日：名瀨村改制為名瀨町。
- 1946年7月1日：名瀨町改制為名瀨市。
- 1955年2月1日：三方村併入名瀨市。
- 1961年1月1日：笠利村改制為笠利町。
- 2006年3月20日：名瀨市與住用村、笠利町合併為奄美市。其中笠利町因龍鄉町阻隔，形成飛地。

| 1908年以前                                  | 1908年4月1日 | 1908年-1926年              | 1926年-1945年              | 1946年-1954年             | 1955年-1964年             | 1965年-1988年              | 1989年-現在                | 現在                       |
| ------------------------------------------- | ------------ | -------------------------- | -------------------------- | ------------------------- | ------------------------- | -------------------------- | -------------------------- | -------------------------- |
| 名瀬方 古見方 龍鄉方 瀨名方 笠利方 赤木名方 | 龍鄉村       | 龍鄉村                     | 龍鄉村                     | 龍鄉村                    | 龍鄉村                    | 1975年2月10日 改制為龍鄉町 | 1975年2月10日 改制為龍鄉町 | 1975年2月10日 改制為龍鄉町 |
| 名瀬方 古見方 龍鄉方 瀨名方 笠利方 赤木名方 | 笠利村       | 笠利村                     | 笠利村                     | 笠利村                    | 1961年1月1日 改制為笠利町 | 1961年1月1日 改制為笠利町  | 2006年3月20日 合併為奄美市 | 2006年3月20日 合併為奄美市 |
| 名瀬方 古見方 龍鄉方 瀨名方 笠利方 赤木名方 | 名瀨村       | 1922年10月1日 改制為名瀨町 | 1922年10月1日 改制為名瀨町 | 1946年7月1日 改制為名瀨市 | 1955年2月1日 併入名瀨市   | 1955年2月1日 併入名瀨市    | 2006年3月20日 合併為奄美市 | 2006年3月20日 合併為奄美市 |
| 名瀬方 古見方 龍鄉方 瀨名方 笠利方 赤木名方 | 名瀨村       | 1922年10月1日 三方村       |                            |                           | 1955年2月1日 併入名瀨市   | 1955年2月1日 併入名瀨市    | 2006年3月20日 合併為奄美市 | 2006年3月20日 合併為奄美市 |
| 住用方                                      | 住用村       | 住用村                     | 住用村                     | 住用村                    | 住用村                    | 住用村                     | 2006年3月20日 合併為奄美市 | 2006年3月20日 合併為奄美市 |

## 交通

### 機場
- 奄美機場

## 教育

### 高等學校
- 鹿兒島縣立奄美高等學校
- 鹿兒島縣立大島高等學校
- 鹿兒島縣立大島工業高等學校
- 鹿兒島縣立大島北高等學校

## 觀光
- 手毬海角
- 奄美公園
- 土盛海岸
- 金作原原生叢林
- 大濱海洋公園、奄美海洋展覽館、奄美龍宮海水浴場
- 藻玉群生長地
- 紅樹林之森

## 姊妹市・友好都市

### 日本
- 西宮市（兵庫縣）

### 海外
- 納科多奇斯（英语：Nacogdoches, Texas）（美國德克薩斯州）

## 本地出身之名人
- 中孝介：歌手
- 我那霸美奈：歌手
- 里安娜：歌手
- 上野弘文：職業棒球選手
- 里明日香：歌手
- 田中亞衣里：歌手

## 外部連結
- 奄美市官方網站（页面存档备份，存于）（日語）（英文）（简体中文）（繁體中文）
- 奄美公園（页面存档备份，存于）（日語）
- 奄美海洋展覽館（页面存档备份，存于）（日語）